# 鱲碘泡虫
鱲碘泡虫（学名：Myxobolus zacconis）为碘泡科碘泡虫属的动物。在中国，分布于浙江等，营寄生生活，寄生在宽鳍鱲的膀胱。